# NGC 1196
NGC 1196 é uma galáxia lenticular (S0) localizada na direcção da constelação de Eridanus. Possui uma declinação de -12° 04' 33" e uma ascensão recta de 3 horas, 03 minutos e 35,2 segundos.
A galáxia NGC 1196 foi descoberta em 22 de Novembro de 1835 por John Herschel.